# Jean-Julien Trélis
Jean-Julien Trélis, né le 23 octobre 1757 à Alès et mort en juin ou juillet 1831 à Vaise, est un écrivain et poète français.

## Biographie
Membre du directoire départemental du Gard jusqu'à la Terreur, Jean-Julien Trélis de La Bedosse est notamment ensuite secrétaire perpétuel de l'Académie du Gard refondée.